# Orleans (Indiana)
Orleans és una població dels Estats Units a l'estat d'Indiana. Segons el cens del 2006 tenia 2.300 habitants.

## Demografia
Segons el cens del 2000, Orleans tenia 2.273 habitants, 922 habitatges, i 614 famílies. La densitat de població era de 559 habitants/km².
Dels 922 habitatges en un 32,3% hi vivien nens de menys de 18 anys, en un 53,7% hi vivien parelles casades, en un 9,9% dones solteres, i en un 33,4% no eren unitats familiars. En el 30% dels habitatges hi vivien persones soles el 16,8% de les quals corresponia a persones de 65 anys o més que vivien soles. El nombre mitjà de persones vivint en cada habitatge era de 2,47 i el nombre mitjà de persones que vivien en cada família era de 3,08.
Per edats la població es repartia de la següent manera: un 28,4% tenia menys de 18 anys, un 8,1% entre 18 i 24, un 26,5% entre 25 i 44, un 20,2% de 45 a 60 i un 16,8% 65 anys o més.
L'edat mediana era de 36 anys. Per cada 100 dones de 18 o més anys hi havia 83,7 homes.
La renda mediana per habitatge era de 27.138 $ i la renda mediana per família de 35.150 $. Els homes tenien una renda mediana de 26.630 $ mentre que les dones 19.375 $. La renda per capita de la població era de 14.476 $. Entorn del 12,3% de les famílies i el 17,2% de la població estaven per davall del llindar de pobresa.

## Poblacions més properes
El següent diagrama mostra les poblacions més properes.